# Abbaye de Knockmoy
L’abbaye de Knockmoy (en irlandais Mainistir Chnoc Muaidhe) était une abbaye cistercienne située dans le comté de Galway, à l'ouest de l'Irlande.
Fondée en 1190, elle alterne durant son existence des périodes de troubles et de paix, changeant notamment de protecteurs. Elle est fermée en 1542, puis peu à peu ruinée. Néanmoins, elle conserve des vestiges assez importants et surtout ornés d'un statuaire et de fresques renommés.

## Localisation et toponymie
L'abbaye est située sur la rive droite de l'Abbert, un affluent de rive gauche de la Clare ; elle est située du côté septentrional de la rivière, alors que le village auquel elle a donné son nom, Abbeyknockmoy (en), est situé au sud. L'abbaye tirerait son nom de Cnoc Mugha, soit « la colline du massacre ».

## Histoire

### Fondation
L'abbaye est fondée en 1189-1190 par Cathal Crobderg Ua Conchobair, roi de Connacht, qui y implante des moines venus de Boyle. La légende dit que cette fondation serait une action de grâce pour la survie du roi lors d'une tempête ayant frappé son embarcation sur le Lough Ree. D'autres traditions attribuent la fondation à une victoire militaire de ce même roi sur Almeric de St Lawrence, un lieutenant de John de Courcy
Pour Cathal, cette fondation s'inscrivait dans un programme religieux ; mais sa visée recouvrait également des aspects politiques de consolidation de l'emprise sur un territoire contesté en y implantant des communautés monastiques. Il termine sa vie en se faisant moine à l'abbaye, en y mourant, et en y étant enterré ; Sa femme Mór est enterrée avec lui.

### Moyen Âge
Dès 1200, l'abbaye est victime des conquêtes de Guillaume de Bourg qui la pille.
Aux XIVe et XVe siècles, le patronage traditionnel des O'Conor (en) est supplanté par celui des Ó Ceallaigh ou O'Kelly, qui en font le lieu principal de sépulture de leur famille.
Tout le long de son histoire, la communauté de Knockmoy reste très pauvre ; en 1302 et 1306, les revenus sont estimés à 42 livres ; en 1411, la situation ne s'est pas amélioré, ce qui amène l'abbé à réclamer au pape qu'un de ses moines puisse desservir une chapelle.
À la fin du XVe siècle, l'abbaye est victime de plusieurs abbés sans scrupule : l'un d'entre eux est déposé en 1440 pour avoir laissé une femme s'occuper de sa chevelure. Malachy O'Kelly délaisse la gestion et cause le délabrement des bâtiments, attesté en 1452 et 1456. John Burke brûle lui-même le monastère en 1483,,.

### Dissolution
En 1542, l'abbaye est dissoute. Cependant, l'abbé O'Kelly réussit à conserver en son nom propre la jouissance du monastère en reniant la papauté et en reconnaissant le primat d'Henri VIII. Il est toutefois lourdement taxé à vie.
Le revenu estimé des propriétés du monastère est estimé peu après, en 1584, à 78 livres, soit une légère remontée. L'église abbatiale est autorisée à perdurer en tant qu'église paroissiale. La communauté elle-même semble avoir plus ou moins perduré sous une forme séculariisée jusqu'en 1652. Durant les deux siècles suivants, les bâtiments passent à plusieurs différents propriétaires,.
Vers 1830, Samuel Lewis fait remarquer que les fresques de l'abbaye se dégradent rapidement.

## Architecture

### Plan général
L'abbaye de Knockmoy respecte fidèlement le plan cistercien traditionnel, avec une église orientée, et un cloître situé sur le flanc sud de cette dernière. La plus grande partie de l'édifice date du début du XIIIe siècle.

### Église abbatiale
L'église conserve son aspect général. Le mur occidental où se situe l'entrée n'est éclairé que par une seule fenêtre en lancette. Elle comporte une nef de quatre travées flanquée de bas-côtés, un transept doté de deux chapelles latérales de chaque côté du chœur. Ce dernier est éclairé par trois fenêtres ogivals en partie basse et une en partie haute. Contrairement à la nef, dont il ne reste que les murs, le chœur est toujours voûté.

#### Ornementation
L'extrémité orientale de l'église a été travaillé par un groupe de maçons irlandais nommé « l'école occidentale » réputé pour son travail de sculpture très caractéristique. Sont notamment visibles dans l'église de Knockmoy des encadrements de fenêtres très travaillés, ainsi que la tête sculptée d'un roi qui pourrait être Cathal Crobderg, et dont les yeux, la chevelure et la couronne sont encore en relativement bon état, contrairement au menton et au nez,.
Une caractéristique rarissime dans une abbaye cistercienne britannique est la présence, dans l'ancien presbytère situé à l’extrémité orientale de l'abbatiale, de fresques médiévales. Celles-ci ont été peintes alors que leur support de plâtre était encore frais, de sorte que les couleurs se sont agrégées au matériau. Les fresques représentent en particulier le Dit des trois morts et des trois vifs et le martyre de saint Sébastien. La protection de ces fresques ne date que des années 1980, qui ont permis une sauvegarde et une restauration de ces peintures,.

### Cloître
Le cloître, dont les fondations sont encore bien visibles, ne possède cependant plus d'arcades en place. La salle capitulaire, voûtée d'ogives et à trois travées éclairées par cinq fenêtres, est intacte, mais elle a été divisée en trois pièces plus petites par des murs et des arcades supplémentaires.